# Беш-Орюк
Беш-Орюк (кирг. Беш-Өрүк) — село в Московском районе Чуйской области Кыргызстана. Входит в состав Александровского аильного округа. Код СОАТЕ — 41708 217 809 02 0.

## География
Село расположено севернее Большого Чуйского канала, на расстоянии приблизительно 8 километров (по прямой) к северо-востоку от села Беловодское, административного центра района. Абсолютная высота — 764 метра над уровнем моря.

## Население
| год     | 2009 | 2014 | 2015 |
| ------- | ---- | ---- | ---- |
| человек | 1144 | 1167 | 1164 |